# ’54, ’74, ’90, 2006
’54, ’74, ’90, 2006 ist ein Lied der deutschen Indie-Rock-Gruppe Sportfreunde Stiller. Es ist auf ihrem Studioalbum You Have to Win Zweikampf enthalten. Inhaltlich behandelt das Lied den erhofften Gewinn Deutschlands bei der Fußball-Weltmeisterschaft 2006. Das Musikvideo zeigt die Band bei einem Auftritt neben Fotos, die WM-Gewinne von 1954, 1974 und 1990 zeigen.

## Rezeption

### Chartplatzierungen
Mit ’54, ’74, ’90, 2006 konnten die Sportfreunde Stiller zum ersten Mal Platz eins der deutschen Charts erreichen. Sie blieben drei Wochen auf der Spitzenposition und insgesamt 37 Wochen in der Hitliste. Auch in Österreich konnte die Single eine Chartplatzierung verbuchen, indem sie auf dem 31. Platz einstieg. ’54, ’74, ’90, 2006 verblieb acht Wochen in den österreichischen Charts.
| ChartsChartplatzierungen | Höchstplatzierung | Wochen |
| ------------------------ | ----------------- | ------ |
| Deutschland (GfK)        | 1 (37 Wo.)        | 37     |
| Österreich (Ö3)          | 31 (8 Wo.)        | 8      |

### Kritik
Benjamin Fuchs von laut.de bezeichnete den Song als „Mitgrölnummer fürs studentische Bierzelt“. Er sei „nicht besonders genial, aber auch nicht so unterirdisch, wie mancher glauben machen möchte.“ Gregory McIntosh von AllMusic hielt den Track für den besten von You Have to Win Zweikampf. David Bluhm von Gaesteliste.de meinte, dass einige Songs aus dem Album zum „Mitgröhlen“ Anlass geben würden, allen voran ’54, ’74, ’90, ’2006. Das Lied besäße „auf jeden Fall Stadion-Format“.

### Weitere Versionen
- Bereits kurz nach der deutschen Halbfinalniederlage bei der Fußball-WM 2006 wurde das Lied mit Blick auf die nächste WM textlich leicht geändert als ’54, ’74, ’90, 2010 im Radio veröffentlicht. Auf der am 18. August 2006 veröffentlichten Re-Release des Albums You Have to Win Zweikampf ist dieses Lied als zwölfter Track enthalten. Eine Akustikversion findet sich auf MTV Unplugged in New York aus dem Jahr 2009.
- Zur Fußball-Europameisterschaft 2008 veröffentlichten die Sportfreunde Stiller das Lied als ’72, ’80, ’96, 2008 (in Anspielung auf die deutschen EM-Titel der Jahre 1972, 1980 und 1996) im Internet und spielten es bei einigen Liveauftritten.[6]